# Сан Вито (Терни)
Сан Вито (итал. San Vito) је насеље у Италији у округу Терни, региону Умбрија.
Према процени из 2011. у насељу је живело 155 становника. Насеље се налази на надморској висини од 258 м.